# Wilbour-papyrusen

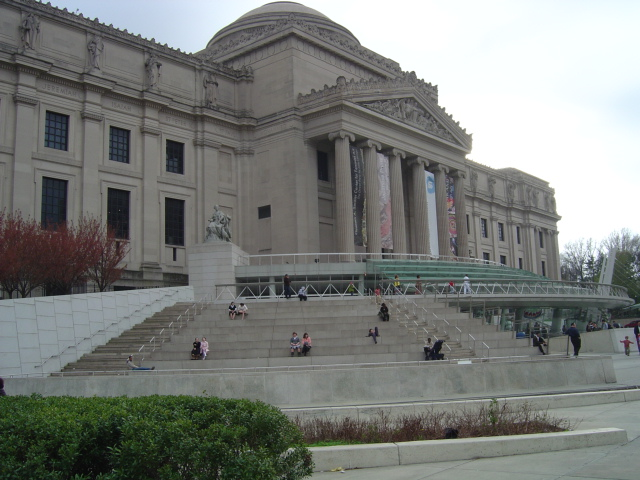
Wilbour- papyrusen förvaras idag på Brooklyn Museum.

Wilbour-papyrusen (P. Wilbour) är ett papyrusfynd från forntidens Egypten och innehåller den äldsta bevarade fastighetsförteckningen. Manuskriptet dateras till cirka 1140-talet f.Kr. och förvaras idag på Brooklyn Museum i New York.

## Manuskriptet
Wilbour-papyrusen är endast en fragmenterad papyrusrulle men ett av de mest omfattande bevarade papyrusmanuskript, hela rullens storlek är cirka 1000 × 42 cm. Texten omfattar två delar: Text A med cirka 4 500 rader fördelade på 102 kolumner och text B med cirka 723 rader fördelade på 25 ark.
Manuskriptet är en fastighetsförteckning över områden i Mellersta Egypten. Området sträcker sig från trakten kring Crocodilopolis (dagens Medinet el-Fayyum) i länet Noret-Pehu till Minya (dagens al-Minya) i länet Meh-Mahetch. Texten visar att rikets mark och ekonomi till stor del kontrollerades av prästerskapet i Amontemplen.
Texten på rectosidan (Text A) redovisar åkrar efter yta och under vilket tempel runt Thebe, Heliopolis och Memfis dessa lydde. Bedömningar är baserade på spannmålsproduktion och syftar tydligt på skatteindrivning. Åkrarna presenteras i två olika kategorier, dels där de kringliggande templen själva var ansvariga och dels där den verkliga innehavaren var ansvarig. Den senare kategorin är historiskt av större värde eftersom det där nämns en rad olika personer med namn, titel och yrke.
Beskattningsbara tillgångar var främst spannmål och kött men även tillverkade produkter som matolja, öl och andra varor.
Enligt manuskriptet var den uppskattade produktionen för en åker i låglandet cirka 10 khar (cirka 80 liter), cirka 7,5 khar på lite högre belägen mark och cirka 5 khar på de högst belägna åkrar. Skatteavgiften låg på cirka 1,5 khar (20 %) av det odlade sädesslaget.
Texten på versosidan (Text B) behandlar uteslutande ett slags mark som kallas khato-mark där äganderätten hade återgått till farao eller skulle utarrenderas av denne.
Texten är skriven i hieratisk skrift och manuskriptet dateras till Nya riket år 1142 f. Kr. under Egyptens tjugonde dynasti kring det 4.e året av Ramses Vs regeringstid.

## Historia
Det är inte känt när papyrusrullen upptäcktes. Det överlämnades av en lokal handlare från Luxor till Egyptiska museet i Kairo 1928 eller 1929. Där köptes det tillsammans med flera andra papyri av representanter för Brooklyns museum genom medel från en fond donerad av Charles Edwin Wilbour. Manuskriptet ger en god inblick i förvaltningens struktur i forntida Egypten.
1941 publicerade brittiske Alan Henderson Gardiner den första kompletta översättningen i boken "The Wilbour papyrus".
1970 publicerade franske Bernadette Menu en beskrivning i boken "Le régime juridique des terres et du personnel attaché à la terre dans le Papyrus Wilbour".
Manuskriptens arkivnummer på Brooklyn Museum är 34.5596-2 till 28.